# Gabriele Zinani
Gabriele Zinani (Reggio Emilia, 1557 – 1635) è stato un letterato, poeta e drammaturgo italiano, autore di dialoghi, trattati, rime e poemi eroici.
È stato uno primi dei rappresentanti della poesia barocca e del movimento artistico e letterario del marinismo. Insieme a Giambattista Marino è stato uno degli iniziatori del genere letterario chiamato idillio barocco. Firmò spesso i suoi scritti col nome di Gabriele Zinano.

## Biografia
Non si sa molto della sua vita. Nacque a Reggio Emilia nel 1557 da famiglia di origine ravennate. Studiò a Ferrara, poi viaggiò molto e sembra da documenti sparsi che nel 1596 si recasse in Ungheria in qualità di consigliere o osservatore durante una battaglia tra austriaci e turchi. 
Nel 1598 fu a Napoli, ospite del duca di Seminara, presso il quale trascorse alcuni anni come addetto ad uffici amministrativi. In questo periodo frequentò a Napoli il cardinale Marino Caracciolo e a Roma il papa Gregorio XIII. Tra il 1626 e il 1627 fu a Venezia, dove curò una raccolta di alcuni suoi scritti. È certo che fosse vivo nel 1634, ma in seguito non si hanno notizie su di lui e l'anno di morte 1635 è ipotetico.

## Opere
- Il Caride, favola pastorale edita da Vittorio Baldini a Ferrara nel 1583.
- L'Almerigo, tragedia edita nel 1590 a Reggio Emilia da Ercoliano Bartoli.
- Le due giornate della ninfa, edito a Reggio Emilia da Ercoliano Bartoli nel 1590.
- Il sogno, ouero della poesia, edito a Reggio Emilia da Ercoliano Bartoli nel 1590 (la data si ricava dalla dedica a carta A3v).
- Sommarii di varie retoriche greche, latine, et volgari, edito a Reggio Emilia da Ercoliano Bartoli nel 1590.
- L'amante secondo, ouer'arte di conoscere gli adulatori, edito a Parma da Erasmo Viotti nel 1591.
- L'amata, ouero della virtù heroica, edito da Ercoliano Bartoli, Reggio Emilia 1591.
- L'amico, ouer del sospiro, edito a Reggio Emilia da Ercoliano Bartoli nel 1591 (la data si ricava dalla dedica a carta A3r).
- Il soldato, ouer della fortezza, edito a Reggio Emilia da Ercoliano Bartoli nel 1591 (la data si ricava dalla dedica a carta A3v)
- Conclusioni amorose di Gabriele Zinano, edito a Parma nel 1591 da Erasmo Viotti.
- Delle rime et prose di Gabriele Zinano, edito da Ercoliano Bartoli, Reggio Emilia 1591.
- L'Eracleide, poema epico edito a Venezia nel 1623 ma composto a Reggio Emilia nel 1590, dedicato alla "Serenissima Infante Caterina d'Austria di Savoia".